# Scelotrichia digitata
Scelotrichia digitata is een schietmot uit de familie Hydroptilidae. De soort komt voor in het Oriëntaals gebied.